# Мотив (образотворче мистецтво)
Мотив (фр. motif, від лат. motivus — рухливий) — складова частина композиції, що постійно використовується в якомусь творі, наприклад, у картині, розписі, вишивці, орнаменті.
У музиці мотивом називають «найменшу самостійну одиницю форми», рівну одному метричному такту, розвиток якої здійснюється за допомогою різноманітних повторень та перетворень. Таке визначення цілком відповідає функції мотиву в архітектурі, орнаменті, образотворчому та декоративно-ужитковому мистецтві.
Образотворча композиція також розвивається в часі та просторі за допомогою видозмін та перетворень різних мотивів. В основі будь-якої композиції лежить деяка ідея (яка виражається словесно або образотворчо). Наприклад, у живопису чи архітектурі: ідея піднесення, рівноваги, напруги чи, навпаки, умиротворення, завершеності, цілісності. При цьому у всіх модифікаціях образотворчої форми зберігаються приховані інваріанти (постійні архетипи мислення). Кожній ідеї відповідає певний архетип: вертикаль, хрест чи квадрат, трикутник, горизонталь, коло. Кількість таких архетипів, інакше званих модусами (лат. modus — зразок, спосіб дії), обмежена, але їх поєднання породжують нескінченну варіативність.
Форму висловлення ідеї та відповідного архетипу мислення називають темою (грец. θέμα — належне, встановлене). Тема твору мистецтва, згідно з ієрархічним принципом змістовно-формальної цілісності, стає змістом нової форми — мотиву. Так, наприклад, у музиці з окремих мотивів складається «тема з варіаціями», або лейтмотив (нім. Leitmotiv — провідний мотив) — музична фраза, що повторюється, гармонійний зворот, те саме, що в образотворчому мистецтві «спрямованість форми». Так в архітектурі: арка — різновид будівельної конструкції — є темою, а ряд арок, що повторюється, — аркада, — мотивом архітектурної композиції певного художнього стилю. Ряд напівциркульних арок є мотивом романського мистецтва, стрілчастих — характерний мотив готики, підковоподібних — арабської та іспано-мавританської архітектури, «римська архітектурна комірка», відповідно до назви, — типовий мотив давньоримської архітектури; напівциркульна арка, що спирається безпосередньо на капітелі колон, — одна з основних тем архітектури епохи італійського Відродження.
Мотив — відносно самостійна і завершена в собі модульна композиція, але від поєднання та взаємодії різних мотивів, що розглядаються в русі у часі та просторі, з'являються нові мотиви та теми. Так, із зигзагу виникає мотив хвилі чи меандру, з ромба — мотив трельяжу, із розкріпленого карнизу — «хвилювання стін» в архітектурі стилю бароко. Тому мотив є основою (структурним елементом) формоутворення будь-якого орнаменту.
У творах образотворчого мистецтва — живописних, скульптурних, графічних творах — мотиви мають важливе іконографічне значення. Звідси відомий вислів живописця чи рисувальника: «ходити на мотив» (у значенні йти «на натуру», у пошуках відповідного мотиву зображення).

## Галерея

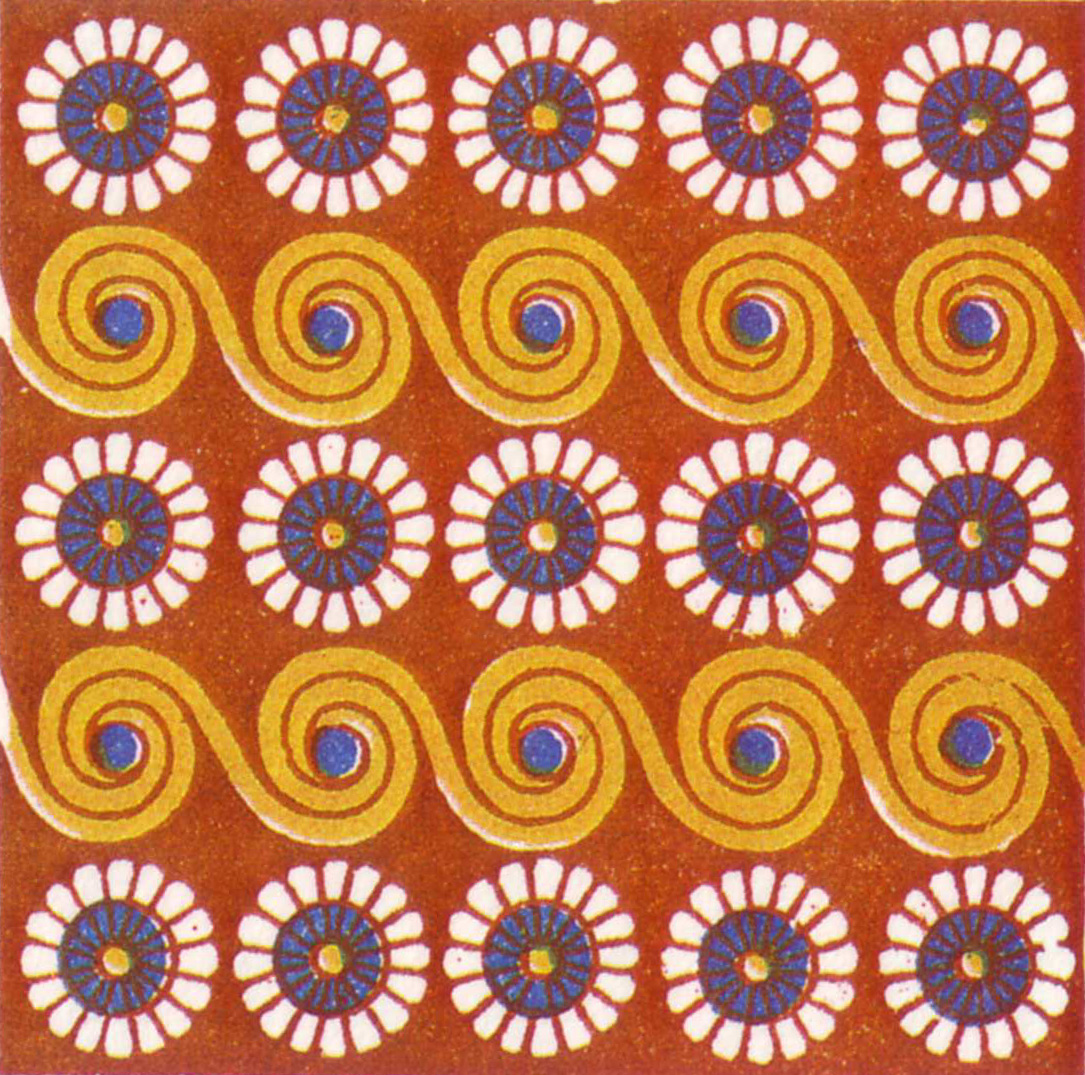
Фрагмент малюнка шпалер. Повторювані мотиви квітки та спіралі
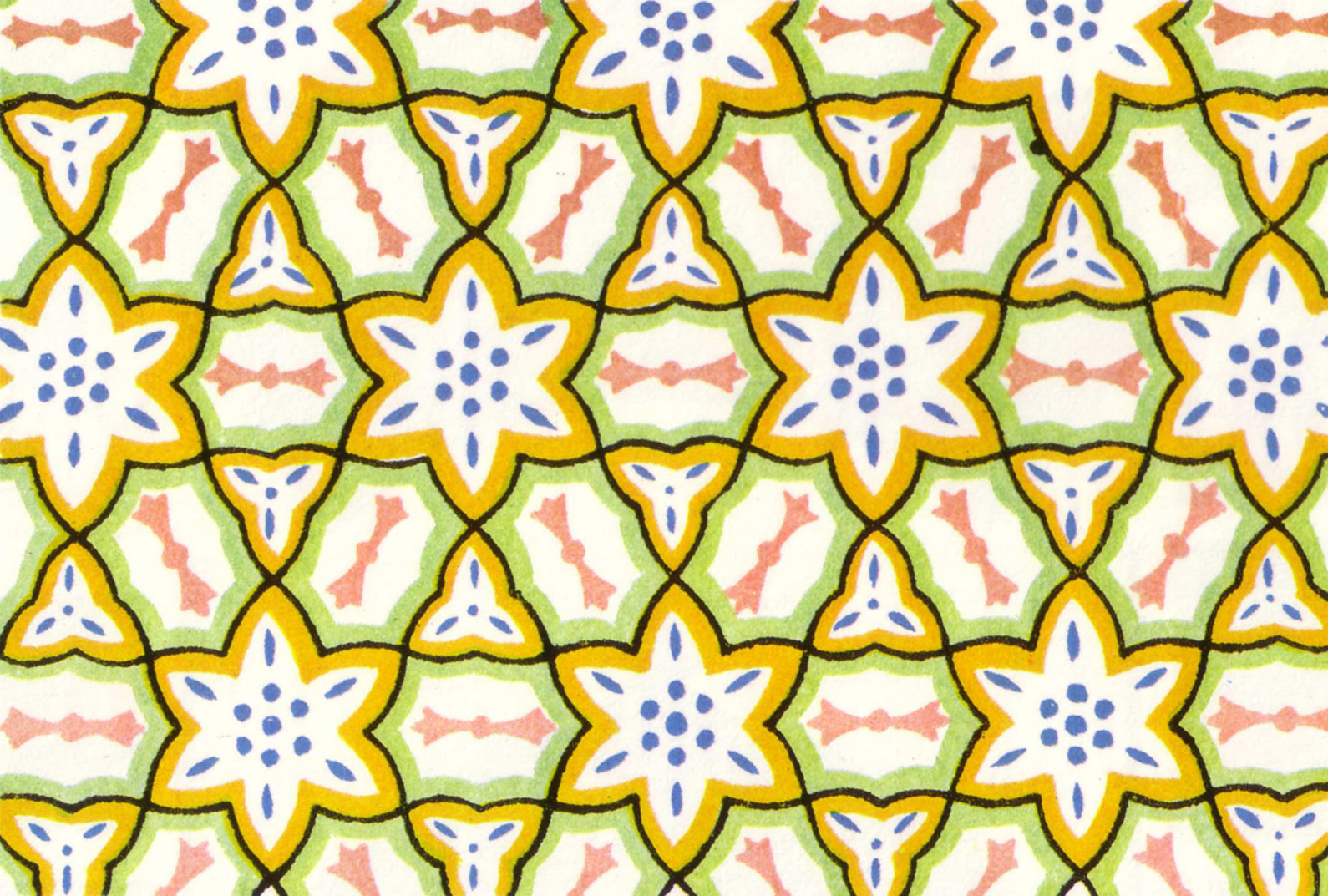
Ритмічне повторення кількох мотивів утворює раппорт. Ілюстрація з книги О. Джонса Граматика орнаменту (The Grammar of Ornament). 1856